# Юань Командования Красной армии
Юань Командования Красной армии (кит. трад. 紅軍圓, пиньинь Hóngjūnyuán, палл. хунцзюнь юань, буквально: «Юань Красной армии», также использовалось название кит. трад. 紅軍票, пиньинь Hóngjūnpiào, палл. хунцзюнь пяо, буквально: «Билет Красной армии») — денежные знаки, выпускавшиеся советским военным командованием в Северо-Восточном Китае в 1945—1946 годах.

## История
В феврале 1945 года на Ялтинской конференции Советский Союз обязался вступить в войну с Японией не позже чем через 3 месяца после поражения Германии. 8 августа СССР объявил войну Японии, 9 августа начаты боевые действия в Маньчжурии. К 20 августа 1945 года основные боевые действия закончились, отдельные боестолкновения продолжались до 10 сентября. Советские войска заняли Маньчжурию.
Денежное обращение Китая находилось в хаотическом состоянии, единого эмиссионного центра не существовало. В Маньчжурии находился в обращении юань Маньчжоу-го и деньги других марионеточных китайских правительств. Для оплаты закупок продовольствия и других товаров и услуг, необходимых для обеспечения советских воинских частей, советским военным командованием был начат выпуск военных денег. Были выпущены купюры в 1, 5, 10 и 100 юаней, печатавшиеся в СССР. На банкнотах с цветным орнаментом — надписи иероглифами.
Эмиссия производилась до мая 1946 года и была прекращена с выводом советских войск, к этому времени купюры в 1 и 5 юаней в связи с инфляцией уже практически не использовались в обращении.
Купюры в 10 и 100 юаней с наклеенными знаками подтверждения продолжали использоваться в обращении до выпуска новых денежных знаков Китая.
| Юань Командования Красной армии 紅軍圓 | Юань Командования Красной армии 紅軍圓 | Юань Командования Красной армии 紅軍圓 | Юань Командования Красной армии 紅軍圓 | Юань Командования Красной армии 紅軍圓 |
| Рисунок                                | Номинал                                | Цвет                                   | Размеры                                |                                        |
| -------------------------------------- | -------------------------------------- | -------------------------------------- | -------------------------------------- | -------------------------------------- |
|                                        | 1                                      | синий                                  | 124х67 мм                              |                                        |
|                                        | 5                                      | коричневый                             | 134х77 мм                              |                                        |
|                                        | 10                                     | красный                                | 156х83 мм                              |                                        |
|                                        | 100                                    | фиолетовый                             | 168х94 мм                              |                                        |